# アルテ・ポーヴェラ
アルテ・ポーヴェラ（イタリア語：Arte Povera、和訳『貧しい芸術』）は、イタリア人の美術評論家、キュレーターであるジェルマーノ・チェラントが1967年に企画した「アルテ・ポーヴェラ、Im空間」展において命名された、1960年代後半のイタリアの先端的な美術運動。

## 特徴
チェラントは、トリノ、ミラノ、ジェノヴァ、ローマなどで、当時前衛的な手法で活動していた若く才能あるイタリアのアーティストたちを集め、イタリア内外でアルテ・ポーヴェラの展覧会を催し、この概念の普及につとめた。その特徴を大まかにいえば、絵具やキャンバス、粘土やブロンズなどの、伝統的な美術の画材を放棄して、生の工業的な素材や自然の石や木などを、あまり加工せずに用いる傾向がみられる。こうした傾向は、同時代のアメリカ合衆国のカール・アンドレや、ロバート・モリスなどのミニマルアートや、ポスト・ミニマルのアーティストたち、ブルース・ナウマン、エヴァ・ヘス、さらにはヨゼフ・ボイスなどとも共通する当時の先端的アートの特徴でもあった。
また、ジュリオ・パオリーニやアリギエロ・ボエッティのようにコンセプチュアル・アートとして評価できる作品を残したアーティストも、この運動に加わっていた。アルテ・ポーヴェラより前の世代のアーティストで、イヴ・クラインの影響を受け、独自の概念芸術を展開したピエロ・マンゾーニは、アルテ・ポーヴェラのアーティストたちに影響を与えた。

## 代表的なアーティスト
- ヤニス・クネリス
- ジュリオ・パオリーニ
- マリオ・メルツ
- ミケランジェロ・ピストレット
- ジュゼッペ・ペノーネ
- ルチアーノ・ファブロ
- ジャン・カルロ・リッカルディ
- アリギエロ・ボエッティ
- ジルベルト・ゾリオ
- マリーサ・メルツ
- ピーノ・パスカーリ
- アントニ・タピエス

## 関連文献
- アルテ・ポーヴェラ:戦後イタリアにおける芸術・生・政治 384ページ 慶應義塾大学出版会 (2016/3/24) ISBN 978-4766423181
- 現代美術・入門 別冊宝島71

### 英文
- Celant, Germano, Arte Povera: Histories and Protagonists, Milan: Electa, 1985. ISBN 88-435-1043-6 (Republished as Arte Povera: History and Stories, 2011. ISBN 978-88-370-7542-2)
- Celant, Germano, Tommaso Trini, Jean-Christophe Ammann, Harald Szeemann and Ida Gianelli. Arte povera, Milan: Charta, 2001. ISBN 978-88-8158-316-4
- Christov-Bakargiev, Carolyn (Ed.). Arte Povera. London: Phaidon, 1999. ISBN 0-7148-3413-0
- Flood, Richard, and Morris, Frances. Zero to infinity: Arte povera 1962-1972. London: Tate Publishing, 2001. ISBN 978-0-935640-69-4
- Lista, Giovanni, L’Arte Povera, Cinq Continents Éditions, Milan-Paris, 2006. ISBN 978-88-7439-205-6
- Lumley, Robert. Arte Povera. London: Tate Pub.; New York: Distributed in North America by Harry N. Abrams, 2004. ISBN 1-85437-588-1, ISBN 978-1-85437-588-9
- Jacopo Galimberti, "A Third-worldist Art? Germano Celant's Invention of Arte Povera", volume 36, issue 2, Art History, 2013, 418-441.  ISSN 1467-8365.
- Manacorda, Francesco, and Robert Lumley, Marcello Levi: Portrait of a Collector, Turin: Hopefulmonster, 2005 Estorick Collection. London. ISBN 88-7757-195-0.